# Georg Totschnig
Georg Totschnig (Innsbruck, 25 maggio 1971) è un ex ciclista su strada e dirigente sportivo austriaco.
Professionista dal 1993 al 2006, è stato più volte campione nazionale a cronometro ed in linea; conta anche una vittoria di tappa al Tour de France 2005. È fratello di Harald Totschnig.

## Carriera
Totschnig vinse il primo titolo nazionale a cronometro già nel 1989, nella categoria juniores. Passò professionista nella seconda metà della stagione 1993, firmando un pre-contratto con il Team Polti. L'anno successivo ottenne i primi piazzamenti, tredicesimo posto al Giro d'Italia ed il quarto alla Euskal Bizikleta. Nel 1995 terminò nono al Giro d'Italia e partecipò per la prima volta al Tour de France, classificandosi trentasettesimo.
Ottenne la prima vittoria da professionista nel 1996, quando si impose nella gara a cronometro del campionato austriaco. Nella stessa stagione corse la sua prima, ed unica, Vuelta a España in cui si classificò sesto.
L'anno successivo passò al Team Deutsche Telekom, in cui rimase fino al 2001, e vinse una tappa della Vuelta a Castilla y León, corsa in cui conquistò anche la classifica degli scalatori. Chiuse quella stagione imponendosi nuovamente nel campionato austriaco, sia nella prova in linea sia in quella contro il tempo. Dovette però aspettare il 2000 per tornare ad imporsi, ancora in Austria, con la vittoria della quarta tappa e della classifica generale del Giro d'Austria. Al termine della stagione lasciò il Team Telekom per passare al Team Gerolsteiner, in cui rimase fino alla conclusione della carriera, avvenuta nel 2006.
Negli anni successivi vinse diversi altri titoli nazionali, una tappa al Tour de Suisse 2004, si piazzò settimo al Giro d'Italia 2002, quinto nell'edizione successiva e settimo al Tour de France 2004. Nel 2005 ottenne il successo più significativo della sua carriera, la quattordicesima tappa del Tour de France. Riuscì ad andare in fuga insieme ad altri ciclisti e sull'ultima ascesa verso Ax 3 Domaines, seguendo i compagni di fuga Stefano Garzelli e Walter Bénéteau, mantenne un distacco sufficiente dal secondo classificato di quel giorno, Lance Armstrong, per giungere sul traguardo vincitore, con un vantaggio di 56 secondi. Fu il primo austriaco a vincere una tappa al Tour de France dopo Max Bulla nel 1931. Questa fu la sua ultima vittoria e si ritirò alla fine dell'anno successivo.
Nel 2005 fu nominato Personalità sportiva austriaca dell'anno.

## Dopo il ritiro
Dal 2008 al 2014 è stato dirigente sportivo del Tyrol/Tirol Cycling Team, sodalizio con licenza Continental.

## Palmarès
- 1989

Campionati austriaci, Prova a cronometro Juniores
- 1992

3ª tappa Österreich-Rundfahrt
- 1993 (Gatorade-Bianchi, tre vittorie)

Classifica generale Wien-Rabenstein-Gresten-Wien
4ª tappa Österreich-Rundfahrt
Classifica generale Österreich-Rundfahrt
- 1996 (Team Polti, una vittoria)

Campionati austriaci, Prova a cronometro
- 1997 (Team Deutsche Telekom, tre vittorie)

4ª tappa Vuelta a Castilla y León
Campionati austriaci, Prova a cronometro
Campionati austriaci, Prova in linea
- 2000 (Team Deutsche Telekom, due vittorie)

4ª tappa Österreich-Rundfahrt
Classifica generale Österreich-Rundfahrt
- 2001 (Gerolsteiner, una vittoria)

Campionati austriaci, Prova a cronometro
- 2002 (Gerolsteiner, una vittoria)

Campionati austriaci, Prova a cronometro
- 2003 (Gerolsteiner, una vittoria)

Campionati austriaci, Prova in linea
- 2004 (Gerolsteiner, due vittorie)

7ª tappa Tour de Suisse
Campionati austriaci, Prova a cronometro
- 2005 (Gerolsteiner, una vittoria)

14ª tappa Tour de France (Agde > Ax-3 Domaines)

### Altri Successi
- 1997 (Team Deutsche Telekom)

Classifica scalatori Vuelta a Castilla y León
- 2004 (Gerolsteiner)

Criterium di Mayrhofen
- 2005 (Gerolsteiner)

Gmund Radkriterium

## Piazzamenti

### Grandi Giri
- Giro d'Italia

1994: 13º
1995: 9º
2002: 7º
2003: 5º
- Tour de France

1995: 37º
1997: 34º
1998: 27º
1999: 20º
2003: 12º
2004: 7º
2005: 26º
- Vuelta a España

1996: 6º

### Classiche monumento
- Milano-Sanremo

2002: 101º
- Liegi-Bastogne-Liegi

1995: 67º
1996: 32º
1997: 108º
1998: 84º
2004: 80º
- Giro di Lombardia

2002: 63º
2006: 57º

### Competizioni mondiali
- Campionati del mondo

Oslo 1993 - In linea Dilettanti: 17º
Palermo 1994 - In linea: ritirato
Lugano 1996 - In linea: 43º
Verona 1999 - In linea: 46º
Zolder 2002 - In linea: 123º
Zolder 2002 - Cronometro: 29º
Salisburgo 2006 - In linea: 65º
- Giochi olimpici

Barcellona 1992 - In linea: 56º
Atlanta 1996 - In linea: 62º
Atene 2004 - In linea: 22º

## Riconoscimenti
- Personalità sportiva austriaca dell'anno: 2005